# John Stuart (conde de Bute)
John Estuardo, 3er Conde de Bute (KG, PC) (Londres, 25 de mayo de 1713–10 de marzo de 1792), llamado Lord Bute entre 1713 y 1723, fue un noble británico que se desempeñó como primer ministro de Gran Bretaña de 1762 a 1763 bajo Jorge III. Podría decirse que fue el último favorito importante en la política británica. Fue el primer primer ministro de origen escocés después de las Actas de Unión en 1707 y el primer conservador en ocupar el cargo. También fue elegido como el primer presidente de la Sociedad de Anticuarios de Escocia cuando se fundó en 1780.
Firmaba Lord Mount Stuart. Tercer conde de Bute.
Fue miembro del Parlamento con 24 años. Era admirado por el príncipe Federico Luis de Hannover y la princesa de Gales por la elegancia de sus maneras, y sentó plaza en la corte, siendo tutor de sus hijos. Con Jorge III de Gran Bretaña, heredero de la corona, adquiere gran predicamento. Con el advenimiento de este príncipe en 1760, es designado primer ministro y se declara jefe del partido tory. Y se hace odiar por la mayoría de medidas antipopulares; aunque al término de la guerra que el Reino Unido desarrolla después de muchos años con Francia, se concluye en 1763 con una paz ventajosa para su país.
Con los ataques incesantes de la oposición, abandona bruscamente sus asuntos, y se retira a sus tierras de Lutton (Berkshire), donde se consagra a la botánica. En tal retiro, compone para la reina de Gran Bretaña las Tables de botanique que contienen las familias de plantas de la Gran Bretaña, obra destacable por el lujo de la edición, de la que sólo se hace una tirada de 12 ejemplares.
Gran parte de su legado científico pasa a la Biblioteca del rey. Su familia lo entierra en la isla de Bute, donde eran propietarios.

## Honores

### Epónimos
El género Stuartia lleva ese nombre en su honor.

## Fuente
- Dictionnaire universel d'histoire et de géographie (Bouillet et Chassang)